# Siebert (Familienname)
Siebert ist ein deutscher Familienname.

## Namensträger

### A
- Andreas Siebert (* 1970), deutscher Politiker
- Anne Viola Siebert (* 1967), deutsche Klassische Archäologin
- August Siebert (August Kornfeger; 1805–1855), deutscher Mediziner und Hochschullehrer
- August Siebert (Violinist) (1856–1938), österreichischer Violinist
- August Friedrich Siebert, siehe August Siebert

### B
- Babe Siebert (1904–1939), kanadischer Eishockeyspieler
- Benno Alexandrowitsch von Siebert (1876–1926), russischer Diplomat und deutscher Spion

- Bernd Siebert (Politiker) (1949–2023), deutscher Politiker (CDU)
- Bernd Siebert (Mathematiker) (* 1964), deutscher Mathematiker
- Bernhard Siebert (1890–1956), deutscher Ingenieur und Architekt
- Bob Siebert (* 1943), US-amerikanischer Komponist und Jazzmusiker
- Britta Siebert (* 1975), deutsche Politikerin (CDU)
- Büdi Siebert (* 1953), deutscher Musiker und Komponist

### C
- Carl Siebert (1922–2012), deutscher Maler und Bildhauer
- Carl Siebert (Apotheker) (1863–1931), deutscher Apotheker
- Charles Siebert (1938–2022), US-amerikanischer Schauspieler und Regisseur
- Christoph Siebert (* 1965), deutscher Chorleiter und Hochschullehrer
- Clara Siebert (1873–1963), deutsche Politikerin (Zentrum)
- Craig Siebert (1951–1991), US-amerikanischer Automobilrennfahrer und Rennstallbesitzer

### D
- Daniel Siebert (* 1984), deutscher Fußballschiedsrichter
- Dorothea Siebert (1921–2013), deutsche Opernsängerin (Sopran)

### E
- Eberhard Siebert (* 1937), deutscher Bibliothekar und Heinrich von Kleist-Forscher
- Eduard Siebert (1832–1895), nassauischer Jurist und Abgeordneter
- Elvira Siebert (* 1970), deutsche Fernsehmoderatorin und Journalistin
- Emil Siebert (1835–1890), deutscher Theaterschauspieler, Opernsänger (Tenor) und Komponist
- Erich Siebert (1910–1947), deutscher Ringer
- Ernst Siebert (1872–1910), deutscher Pädagoge und Schulleiter

### F
- Ferdinand Siebert (Historiker) (1904–1985), deutscher Neuzeithistoriker
- Ferdinand Siebert (Politiker) (1912–2000), deutscher Politiker (CSU), Landrat
- Ferdinand Jakob Siebert (1791–1847), deutscher Theologe, Lehrer und Märchensammler
- Ferdinand Jakob Siebert (1791–1847), deutscher Theologe, Germanist und Volkskundler
- Franz Siebert (1788–1858), Sänger (Bass)
- Friedrich Siebert (Mediziner) (1829–1882), deutscher Arzt und Psychiater
- Friedrich Siebert (Apotheker) (1831–1918), deutscher Apotheker
- Friedrich Siebert (General) (1888–1950), deutscher General
- Friedrich Siebert (SS-Mitglied) (1903–1966), deutscher Jurist, SS-Führer und Politiker
- Friedrich Siebert (Komponist) (1906–1987), deutscher Komponist und Naturwissenschaftler
- Friedrich Siebert (Regisseur), deutscher Regisseur
- Fritz Siebert (* 1979), deutscher Cembalist und Organist

### G
- Georg Siebert (Maler) (1896–1984), deutscher Maler
- Georg Siebert (Komponist) (* 1983), deutscher Komponist
- Georg Christoph Friedrich Siebert (1804–1891), deutscher Politiker Freie Stadt Frankfurt
- Georg Wilhelm Siebert (1793–1868), deutscher Privatlehrer und Präzeptor
- Gerhardt Siebert, auch Gerhard Siebert (1905–1992), Leiter der Gekrat
- Gloria Siebert (* 1964), deutsche Leichtathletin
- Günter Siebert (Regisseur) (1915–1980), deutscher Regisseur und Schauspieler
- Günter Siebert (Fußballspieler) (1930–2017), deutscher Fußballspieler und -funktionär
- Günter Siebert (Gewichtheber) (* 1931), deutscher Gewichtheber
- Günter Siebert (Karambolagespieler) (* 1942), deutscher Karambolagespieler
- Günther Siebert (1920–1991), deutscher Mediziner, Physiologe und Hochschullehrer

### H
- Hans Siebert (Schauspieler) (1872–1953), deutsch-österreichischer Schauspieler
- Hans Siebert (Pädagoge) (1910–1979), deutscher Pädagoge, Schulpolitiker und Hochschullehrer
- Hans-Dietrich Siebert (1898–1953), deutscher Archivar
- Harald Siebert, deutscher Historiker
- Heinrich Siebert (1932–2017), deutscher Unternehmer und Firmengründer
- Heinz Siebert (* 1921), deutscher Politiker (DBD), MdV
- Helmut Siebert (* 1942), deutscher Fußballspieler
- Hermann Siebert (1865–1954), deutscher Ingenieur und Heimatforscher
- Holger Siebert (* 1958), deutscher Jurist und Fachbuchautor
- Horst Siebert (Ökonom) (1938–2009), deutscher Wirtschaftswissenschaftler
- Horst Siebert (Pädagoge) (1939–2022), deutscher Erziehungswissenschaftler

### I
- Inge Holzer-Siebert (1944–1971), österreichische Schauspielerin
- Irmgard Siebert (* 1955), deutsche Bibliothekarin
- Isabel Siebert (* 1977), deutsche Politikerin (FDP)

### J
- Jakob Siebert (1801–1884), deutscher Grubenbesitzer und nassauischer Abgeordneter
- Jamil Siebert (* 2002), deutscher Fußballspieler
- Jan E. Siebert (* 1985), deutsch-estnischer Fotograf
- Jerry Siebert (1938–2022), US-amerikanischer Mittelstreckenläufer
- Jörg Siebert (* 1944), deutscher Ruderer
- Josef Siebert (Musiker, 1822) (1822–1887), österreichischer Musiker
- Josef Siebert (Musiker, 1853) (1853–1915), österreichischer Musiker, Domkapellmeister und Musikpädagoge
- Joseph Siebert (1804–1878), deutscher Kaufmann und nassauischer Abgeordneter
- Judith Siebert (* 1977), deutsche Volleyballspielerin
- Julius Meyer-Siebert (* 2000), deutscher Handballspieler

### K
- Karl Siebert (Kunsthistoriker) (1858–nach 1925), deutscher Kunsthistoriker
- Karl Siebert (Heimatdichter) (1875–1952), deutscher Beamter, Liedtexter und Heimatdichter
- Karl Siebert (Gewerkschafter) (1896–1973), deutscher Gewerkschafter, Vorsitzender der IG Post und Fernmeldewesen im FDGB
- Karl Friedrich Siebert (1865–1935), deutscher Jurist und Mitglied des Provinziallandtages der Provinz Hessen-Nassau
- Klara Siebert, deutsche Opernsängerin (Sopran)
- Klaus Siebert (1955–2016), deutscher Biathlet und Biathlontrainer
- Kurt Siebert (1906–1995), deutscher Pflanzenbauwissenschaftler

### L
- Ludwig Siebert (1874–1942), deutscher Politiker (NSDAP)
- Ludwig Blume-Siebert (1853–1929), deutscher Maler

### M
- Marcos Siebert (* 1996), argentinischer Automobilrennfahrer
- Margarete Kurlbaum-Siebert (1874–1938), deutsche Schriftstellerin
- Margrit Siebert (* 1944), deutsche Tischtennisspielerin
- Martin Siebert (* 1960), deutscher Arzt, Rechtsanwalt und Manager
- Mateusz Siebert (* 1989), polnischer Fußballspieler
- Max Siebert (Hofbeamter) (Maximilian Joseph Siebert; 1802–1873), herzoglich bayerischer Oberbereiter, Hauptmann, Hoffourier sowie königlicher Kanzleirat
- Max Siebert (General) (1864–1939), bayerischer Generalleutnant
- Max von Siebert (1829–1901), deutscher Architekt und bayerischer Baubeamter
- Michael Siebert (* 1950), deutscher Politiker (Grüne)
- Muriel F. Siebert (1928–2013), US-amerikanische Brokerin

### O
- Oskar Siebert (Musiker) (1923–2009), deutscher Musiker und Komponist
- Oskar Siebert (Filmemacher) (Oskar Georg Siebert; * 1942), deutscher Filmemacher und Schriftsteller
- Otto Siebert (1869–1963), deutscher evangelischer Theologe, Philosoph und Schriftsteller

### P
- Paul Siebert (Flugzeugbauer), deutscher Flugzeugbauer und Unternehmer
- Paul Siebert (Paul Wilhelm Siebert; 1911–1944), sowjetischer Geheimagent und Partisan, siehe Nikolai Iwanowitsch Kusnezow
- Paul Siebert (Maler) (1915–1986), deutscher Maler und Kunstpädagoge
- Paul Siebert (Baseballspieler) (* 1953), US-amerikanischer Baseballspieler
- Paula Siebert, deutsche Schauspielerin
- Peter Siebert (* 1954), deutscher Radiojournalist und Chefredakteur
- Priscilla Ann Siebert (1917–2020), britische Malerin und Grafikerin

### R
- Rainer Siebert (* 1952), deutscher Pädagoge und Politiker (FDP)
- Reinhold Siebert (* 1940), deutscher Konteradmiral
- Richard Walther Siebert (Dick „Chief“ Siebert; 1912–1978), US-amerikanischer Baseballspieler und -trainer
- Rolf Siebert (1930–2016), deutscher Heimatpfleger und -forscher
- Rüdiger Siebert (1944–2009), deutscher Journalist, Hörfunkredakteur und Reiseschriftsteller
- Rudolf Siebert (1855–1939), österreichischer Kontrabassist
- Rudolf J. Siebert (* 1927), deutscher Religionsphilosoph

### S
- Sascha Siebert (* 1977), deutscher Fußballspieler
- Sina Siebert (* 2005), deutsche Volleyballspielerin
- Stefan Siebert (Footballspieler) (* 1968 oder 1969), deutscher Footballspieler
- Stefan Siebert (Schauspieler) (* 2000), deutscher Schauspieler und Zauberkünstler
- Steffen Siebert (* 1974), deutscher Skispringer

### T
- Theodor Siebert (1866–1961), deutscher Kraftsportler, Lebensreformer und Pionier des Bodybuildings
- Tobias Siebert (Musiker) (* 1976), deutscher Sänger und Gitarrist
- Tobias Siebert (Drehbuchautor) (* 1963), deutscher Drehbuchautor
- Tobias N. Siebert (* 1972), deutscher Filmproduzent

### U
- Uschi Siebert (* 1938), deutsche Schauspielerin und Moderatorin

### W
- Walter Siebert (* 1946), deutscher Politiker (CDU), MdL Hessen
- Walther Siebert-Falkenstein (1862–1940), deutscher Sänger (Tenor), siehe Walther Falkenstein
- Werner W. Siebert (1897–1951), deutscher Mediziner (Internist) und Hochschullehrer in Berlin
- Wilhelm Dieter Siebert (1931–2011), deutscher Komponist
- Wolfgang Siebert (1905–1959), deutscher Rechtswissenschaftler

### Fiktive Figuren
- Herr Siebert, Studiobeleuchter in der Fernsehserie Tolle Sachen, siehe Bernd das Brot #Weitere Figuren der Sendungen